# Wielopole, Wielopole
Wielopole, Wielopole – spektakl teatru Cricot 2 w reżyserii Tadeusza Kantora. Premiera odbyła się we Florencji 23 czerwca 1980. 
Polska premiera spektaklu miała miejsce 15 listopada 1980 w Krakowie. W grudniu 1980 Wielopole, Wielopole wystawiono w Stoczni Gdańskiej, gdzie kilka miesięcy wcześniej podpisano porozumienia sierpniowe. 
W grudniu 1983 sztukę zagrano w kościele parafialnym w Wielopolu Skrzyńskim, miejscu narodzin Kantora.  
W latach 1980–1989 spektakl pokazano w ponad 200 miejscach na całym świecie. Ostatni pokaz odbył się w Paryżu (Théâtre Gémier). 
W 1984 Telewizja Polska zrealizowała filmowy zapis spektaklu.  

## Obsada
- Wuj Józef, Ksiądz: Stanisław Rychlicki
- Babka Katarzyna: Jan Książek
- Matka Helka: Teresa Wełmińska/Ludmiła Ryba
- Ojciec Marian, Rekrut I: Andrzej Wełmiński
- Ciotka Mańka, Wiadomo kto, Rabinek: Maria Kantor
- Ciotka Józka: Ewa Janicka
- Wuj Karol: Wacław Janicki
- Wuj Stasio, Zesłaniec: Maria Krasicka
- Adaś, Rekrut II: Lech Stangret
- Wdowa po miejscowym fotografie: Mira Rychlicka
- Rekrut III: Marzia Loriga
- Rekrut IV: Giovanni Storti
- Rekrut V: Loriano Rocca della
- Rekrut VI: Luigi Arpini
- Rekrut VII: Jean-Marie Barotte
- Rekrut VIII: Roman Siwulak[1]